# مديرية حريضة

تعديل مصدري - تعديل

مديرية حريضة إحدى مديريات محافظة حضرموت في شرق اليمن. بلغ عدد سكانها 18684 نسمة عام 2004.

موقع مديرية حريضة في محافظة حضرموت